# Dignora Hernández
Dignora Antonia Hernández Castro (12 de agosto de 1968) es una política venezolana, diputada suplente de la Asamblea Nacional por el estado Monagas por el partido Cuentas Claras. Actual secretaria política del partido Vente Venezuela y miembro del equipo de campaña de María Corina Machado.

## Carrera
Hernández es licenciada en educación. Según el Instituto Venezolano de los Seguros Sociales, hasta julio de 2015 cotizó para Soluciones Quantum Pro, C.A. Hernández fue electa como diputada suplente por la Asamblea Nacional por el estado Monagas para el periodo 2016-2021 en las elecciones parlamentarias de 2015, en representación de la Mesa de la Unidad Democrática (MUD) y por el partido Cuentas Claras. Dignora posteriormente se uniría a la fracción parlamentaria "16 de julio", junto con otros doce diputados de los partidos Convergencia, Vente Venezuela y Alianza Venezuela y donde figuraría como subjefa de la misma. Fue una de las firmantes de la Carta de Madrid.
El 3 de enero de 2022 la Comisión Delegada de la AN-2015 aprobó la Reforma parcial al Estatuto que rige la Transición a la Democracia y dio continuidad al presidente Juan Guaidó. La medida fue aprobada con los votos de la amplia mayoría del órgano y dos salvados de Luis Barragán y Dignora Hernández. Desde 2023 Dignora Hernández es secretaria política de la organización política Vente Venezuela y miembro del comando de campaña Con Venezuela.

## Detencion arbitraria
El 20 de marzo de 2024 fue secuestrada junto con Henry Alviarez. En octubre de 2024 se supo a través de una denuncia que Dignora Hernández está en el Helicoide se encuentra en grave estado de salud, presentando alergias que pueden ocasionarle asfixia. Su sobrina María Laura Márquez afirmó que la atención médica que recibe en El Helicoide, centro de reclusión del Servicio Bolivariano de Inteligencia Nacional (Sebin), “no es suficiente para salvaguardar su vida”.  El arresto a la fuerza de Dignora Hernández a cargo de funcionarios de la División de Investigaciones Penales (DIP) de la Policía Nacional Bolivariana (PNB) quedó registrada en un video aficionado, que muestra cómo se la llevaron en una camioneta negra, permaneció un tiempo desaparecida, fue aprehendida en la avenida Sucre de Los Dos Caminos, municipio Sucre (Miranda), en Caracas, cuando se dirigía a una consulta odontológica.